# Бабяк (Кольський повіт)
Бабяк (пол. Babiak, нім. Babenwald) — село в Польщі, у гміні Баб'як Кольського повіту Великопольського воєводства.
Населення — 2030 осіб (2011).
У 1975-1998 роках село належало до Конінського воєводства.

## Демографія
Демографічна структура станом на 31 березня 2011 року:
|          | Загалом | Допрацездатний вік | Працездатний вік | Постпрацездатний вік |
| -------- | ------- | ------------------ | ---------------- | -------------------- |
| Чоловіки | 969     | 186                | 709              | 74                   |
| Жінки    | 1061    | 176                | 687              | 198                  |
| Разом    | 2030    | 362                | 1396             | 272                  |